# Wieża Nesle
Wieża Nesle (fr. La Tour de Nesle) – dramat Alexandre’a Dumasa (ojca) z 1832 roku, luźno osnuty na wydarzeniach z czasów panowania króla Francji Ludwika X.

## Geneza utworu
W kilka dni po premierze Męża wdowy, która miała miejsce 4 kwietnia 1832 roku, zjawił się u Dumasa dyrektor teatru Porte-Saint-Martin Charles-Jean Harel. Zaproponował Dumasowi napisanie sztuki Wieża Nesle, której akcja – jak twierdził – wyleczyłaby cały Paryż z panującej wówczas epidemii cholery. Z podobną propozycją zwrócili się do pisarza również Henri Fourcade i Roger de Beauvoir. Dumas, zniechęcony słabą frekwencją na jego poprzedniej sztuce (spowodowaną epidemią) odmówił i zajął się pisaniem dzieła historycznego Galia i Francja, które – jak miał nadzieję – pozwoliłoby mu zasłużyć na opinię poważnego pisarza.
Wieczorami przyjmował przyjaciół: Hugo, Boulangera, Fourcade’a, Liszta, których ówczesna kochanka Dumasa, Belle, podejmowała mocną, gorzką herbatą – wedle obiegowych pojęć najlepszym środkiem przeciw zarazie. Po jednym z przyjęć Dumas uległ atakowi cholery. Dostał dreszczy, szczękał zębami, zataczał się. Przerażona kochanka przy pomocy służącej położyła go do łóżka. Poprosił o kostkę cukru nasączoną eterem. Zdezorientowana służąca przyniosła prawie całą szklankę eteru, a Dumas bez zastanowienia wypił to jednym haustem i stracił przytomność. Przez blisko tydzień nie był w stanie wstać z łóżka. Codziennie dostawał liścik od Harela w sprawie natychmiastowego spotkania na temat Wieży Nesle.
Gdy Dumas na powrót otworzył dom dla gości, jako pierwszy zjawił się Harel, który od progu powiadomił pisarza, że epidemia wygasa, a ci którzy przeżyli, będą chcieli jak najszybciej powrócić do teatru, dlatego nadszedł czas by doszlifować dramat, który ma szansę stać się przebojem sezonu. Ogólne założenia utworu nakreślił młody autor, Frederic Gaillardet. Szkic próbował opracować Jules Janin, ale nie dał rady, dlatego Harel pokładał całą nadzieję w Dumasie, który dał się już poznać jako specjalista w tej dziedzinie. Kiedy pisarz nadal się wahał, Harel przeszedł do kwestii finansowych. Jako właściciel praw do utworu zaproponował, by Dumas wszedł w prawa Janina, który wycofał się ze spółki i otrzymywał połowę należności z praw autorskich. Pisarz zaoferował inny układ. Zgodził się, by całość kwoty (siedemdziesiąt dwa franki za przedstawienie) otrzymywał Gaillardet, podczas gdy on dostawałby dziesięć procent dziennych wpływów i dodatkowo czterdzieści franków w biletach. Posunięcie było zuchwałe, w razie powodzenia sztuki obiecywało spory dochód, w razie klapy – prawie nic. Harel, bardzo zadowolony, że w końcu przekonał Dumasa, zgodził się nawet nie wymieniać jego nazwiska jako współautora sztuki.

## Praca nad dramatem
Nie chcąc czekać na powrót Gaillardeta, który przebywał w rodzinnym Tonnere w związku z pogrzebem ojca, Harel przyniósł Dumasowi tekst przerobionej przez Janina sztuki. Dumas przejrzał ją. Ekspozycję uznał za przydługą i nieporadną, ale bardzo spodobał mu się węzeł dramatyczny utworu pojedynek pomiędzy królową Małgorzatą burgundzką, uosobieniem sprytu i okrucieństwa, a kapitanem Buridanem, szaławiłą, który dzięki sztuce uwodzenia i szantażu pnie się po szczeblach kariery. Zaraz też zabrał się do pracy. Wyciągnięty na łóżku, oparty plecami o poduszki, z blatem na kolanach pisał jedną odsłonę dziennie. Gdy zbyt duże zmęczenie lub gorączka nie pozwalały mu utrzymać pióra w ręce, dyktował.
Kolejne strony sztuki Harel zabierał każdego dnia do teatru, by aktorzy mogli rozpocząć próby. Jako że przewidziany do głównej roli męskiej Frédérick Lemaître uciekł przed epidemią z Paryża, w roli Buridana został obsadzony Bocage. Małgorzatę zagrała panna George. Po niespełna dwóch tygodniach sztuka była gotowa. Zadowolony autor powiadomił uprzejmym listem Gaillardeta, że przerobił jego sztukę, wygładził wszystko, co było nie tak i że tekst nadaje się do grania. Nie muszę dodawać – podsumowywał – że jest pan nadal jedynym autorem sztuki i że nie życzę sobie, by kiedykolwiek wymieniano w tym kontekście moje nazwisko, w przeciwnym bowiem razie usunę z utworu wszystko, co z przyjemnością do niego wniosłem.

## Pierwszy spór z Gaillardetem
Gaillardet poczuł się dotknięty tym, że po wycofaniu się Janina, Harel nie uzgodnił z nim komu powierza dalsze przeróbki jego sztuki, wrócił pośpiesznie do Paryża i zażądał, żeby utwór był grany w jego wersji, a nie w wersji Dumasa, z którą, zresztą, nawet się nie zapoznał. Groził, że doprowadzi do zakazu jej wystawienia. Harel jednak nie ustąpił: Nic pan nie wskóra. Zmieniam tytuł sztuki i gram. Pan mnie podaje do sądu, oskarżając o fałszerstwo, kradzież i plagiat i co tam jeszcze. Dostanie pan tysiąc dwieście odszkodowania. A jeśli pozwoli mi pan grać, zarobi pan dwanaście tysięcy. Kiedy Gaillardet dalej się pieklił, Harel wezwał Dumasa. Pisarz próbował się usprawiedliwić, ale jego wyjaśnienia trafiły na mur. Kłótnia się zaogniła. Dumas doszedł do wniosku, że rozstrzygnąć ją może tylko pojedynek. Harel tego tylko potrzebował, wystąpił jako rozjemca i skłonił przeciwników do podpisania ugody, w której obaj uznali się za współautorów Wieży Nesle. Każdy z nich zastrzegł sobie prawo do wydania utworu pod własnym nazwiskiem w ramach dzieł zbiorowych, jednocześnie postanowiono, że będzie on grany pod nazwiskiem Gaillardeta, a po jego nazwisku mogą widnieć na plakacie trzy gwiazdki, wskazujące na to, że miał współpracownika, który jednak pragnął pozostać anonimowy.

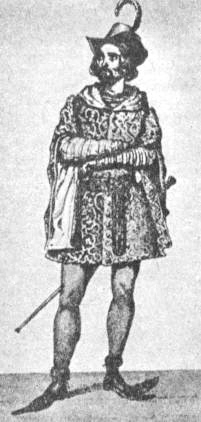
Bocage w roli Buridana

## Osoby
| Osoba                 | Jej rola w dramacie         | Aktor premierowy |
| --------------------- | --------------------------- | ---------------- |
| Buridan               | szlachcic burgundzki        | Bocage           |
| Gaultier d’Aulnay     | kapitan gwardii królewskiej | Lockroy          |
| Filip d’Aulnay        | jego brat bliźniak          | Delafosse        |
| Orsini                | oberżysta                   | Auguste          |
| Savoisy               |                             | Provost          |
| Ludwik X              | król Francji                | Chilly           |
| Małgorzata Burgundzka | jego żona                   | panna George     |
| de Pierrefonds        |                             | Monval           |
| Enguerrand de Marigny |                             | Auguste Z.       |
| Landry                | służący Orsiniego           | Serres           |

## Treść

### Akt I. Gaultier d’Aulnay
Obraz I Oberża Orsiniego – Goście pijący wino w gospodzie u Orsiniego dopytują się, czy dzisiaj jak co dzień znaleziono trupy trzech młodych szlachciców poniżej wieży Nesle. Kiedy nazywają kapitana Gaultiera d’Aulnaya bastardem sprzeciwia się temu młody szlachcic. Urażeni mieszczanie atakują go, na szczęście przychodzi mu z odsieczą wchodzący właśnie do oberży Buridan. Zaatakowany okazuje się bratem bliźniakiem Gaultiera, pokazuje mu też znamię na ramieniu w kształcie krzyża, które ma również jego brat. Ma na imię Filip i właśnie przybył do Paryża szukać szczęścia. Na ulicy zaczepiła go kobieta w welonie i zaproponowała randkę z nieznajomą pięknością oraz wręczyła mu pierścień. Buridan przybył do Paryża przed pięcioma dniami, po dwudziestu latach wojaczki we Włoszech. Jako chłopiec służył na dworze ojca wstępującej właśnie na tron Małgorzaty burgundzkiej i zna sekret z jej życia, który może go kosztować życie lub zapewnić mu karierę. Również przed Buridanem zjawia się kobieta w welonie i proponuje mu randkę i pierścień. Nadchodzi Gaultier d’Aulnay i próbuje zniechęcić brata od pójścia na umówione spotkanie, ten jednak nie chce go słuchać i wychodzi wraz z Buridanem.
Obraz II Wieża Nesle – Orsini nalega na Małgorzatę, by jak najprędzej opuściła z siostrami wieżę Nesle, by mógł wkroczyć ze swymi zbirami, pomordować ich kochanków i przenieść ich ciała nad rzekę. Małgorzata poleca mu, by oszczędził Filipa d’Aulnaya, przed którym specjalnie tej nocy nie zdjęła maski. Kiedy jednak oznajmia Filipowi, że już się więcej nie zobaczą, ten rani ją przez maskę szpilką, aby móc ją rozpoznać i tym samym wydaje na siebie wyrok śmierci. Buridan ostrzega Filipa, że grozi im śmierć i nakłania go, by napisał do brata o okolicznościach swej śmierci. Przyjaciele rozdzielają się. Landry pozwala Buridanowi wyskoczyć przez balkon. Filip zostaje ugodzony sztyletem, a królowa przed śmiercią ukazuje mu swą twarz.

### Akt II. Małgorzata Burgundzka
Obraz III Luwr – Gaultier d’Aulnay wyznaje Małgorzacie swą miłość, ona jednak studzi jego zapały. Na audiencji dla możnych panów, przed powrotem króla, zjawia się czarownik, który przepowiada pierwszemu ministrowi, Enguerrandowi de Marigny, śmierć w ciągu trzech najbliższych dni, Gaultierowi wyjawia, że nad Sekwaną znajdzie ciało swego brata, a królowej, że spodziewała się, iż dzisiaj rano rzeka wyrzuci na brzeg trzy trupy. Zaniepokojonej królowej wyznacza spotkanie u Orsiniego.
Obraz IV Oberża Orsiniego – W oberży królowa spotyka Buridana, który wyznaje, że to on był rano czarownikiem, a w nocy kochankiem, który ocalał. Żąda od królowej w zamian za milczenie złota, wyroku śmierci na pierwszego ministra i jego stanowiska. Ostrzega też Małgorzatę, że w razie gdyby mu się coś stało, Gaultier d’Aulnay ma otworzyć tabliczkę, w której znajdzie list od brata, wskazujący jego zabójczynię. Królowa przystaje na żądania Buridana. Kiedy jednak po jego wyjściu w gospodzie zjawia się Gaultier, żądający sprawiedliwości, omotuje go swymi wdziękami, korzystając z jego nieuwagi wyjmuje list ze skrytki, przekonuje Gaultiera, że zabójcą jego brata jest Buridan i wysyła go z rozkazem aresztowania swego śmiertelnego wroga.

### Akt III. Enguerrand de Marigny
Obraz V Przed starym Luwrem – Buridan aresztuje z rozkazu królowej Marigny’ego. Nadchodzi jednak d’Aulnay i aresztuje Buridana. Buridan pyta go o swą tabliczkę. Kiedy d'Aulnay przyznaje, że wypuścił ją z rąk, próbuje mu powiedzieć co znajdowało się w środku, ale nie dopuszcza do tego królowa.
Obraz VI Więzienie Châtelet – W więzieniu odwiedza Buridana Landry, który jest tu dozorcą więziennym. Buridan ofiarowuje Landry’emu sakiewkę zawierającą 165 liwrów w zamian za przysługę. Landry ma odnaleźć ukrytą w jego mieszkaniu skrzynkę i gdyby się coś Buridanowi stało, wręczyć ją nazajutrz królowi. Buridana odwiedza Małgorzata. Pali w jego obecności list Filipa d’Aulnaya i wyśmiewa się z niego, że powierzył swój sekret zakochanemu w niej młodzieńcowi. Przed jej odejściem Buridan opowiada jej historię córki księcia burgundzkiego, która zakochała się przed ponad dwudziestu laty w swoim paziu Lyonnecie de Bournonville’u, a gdy znalazła się z nim w ciąży, nakłoniła go do zamordowania jej ojca, który groził jej zamknięciem na resztę życia w klasztorze. Po dokonaniu zbrodni przez pazia napisała do niego list, w którym prosiła go, by oddalił się od niej na zawsze, ponieważ po wspólnej zbrodni nie może na niego patrzeć. Buridan ostrzega ją, że list będzie pierwszą rzeczą, którą jutro otrzyma król. Małgorzata uwalnia Buridana i wydaje rozkaz aresztowania Marigny’ego. Buridan dowiaduje się od królowej, że urodziła dwóch chłopców, których oddała Orsiniemu. Ten przyznaje się, że nie wypełnił rozkazu ich zamordowania, lecz przekazał ich Landry’emu.

### Akt IV. Buridan
Obraz VII Luwr – Gaultier szuka nadaremnie królowej. Gromadzący się w jej komnatach magnaci dowiadują się, że królowa przemierza ulice Paryża u boku króla i w asyście aresztowanego wczoraj włoskiego kapitana. Król ogłasza obniżenie podatków przez nowego pierwszego ministra, Lyonneta de Bouronville’a. Buridan-Bournonville umawia się z Landrym w swoim mieszkaniu u Pierre’a de Bourges. Pierrefonds otrzymuje rozkaz odprowadzenia Marigny’ego do Montfauçon, Savoisy zostaje mianowany nowym kapitanem gwardii w miejsce Gaultiera, Gaultier ma objąć zwierzchnictwo nad księstwem Szampanii. Gaultier odwołuje się do Małgorzaty. Ta, świadoma, że Buridan nie może jej obecnie zgubić nie gubiąc samego siebie, przeciwstawia się mu. Widząc się pokonanym, a jednocześnie obawiając się przymierza Małgorzaty z Gaultierem, Buridan odwołuje się do łączącej ich niegdyś miłości, która, jak twierdzi, nie wygasła, i prosi ją o schadzkę w wieży Nesle. Małgorzata daje mu klucz do wieży. Małgorzata zwraca się do Orsiniego, by zjawił się wieczorem w wieży z czterema ludźmi. Buridan wydaje Savoisy’emu rozkaz aresztowania wszystkich, których o wpół do dziesiątej wieczorem zastanie w wieży.

### Akt V. Gaultier d’Aulnay
Obraz VIII Oberża Pierre’a de Bourges – Buridan przekonuje Gaultiera, że Małgorzata go zdradza, pokazując mu zamknięty w skrzynce list i pukiel jej włosów. Daje mu też klucz do wieży Nesle sugerując, że znajdzie tam królową z jej kochankiem. Gaultier wybiega z oberży. Buridan wypytuje Landry’ego na temat losu swych dzieci. Landry przyznaje, że nie miał serca ich utopić i zostawił je przed katedrą Notre Dame. Następnego dnia już ich tam nie znalazł, żeby jednak można ich było w przyszłości rozpoznać, wyciął im sztyletem krzyż na lewym ramieniu. Wstrząśnięty Buridan, uświadomiwszy sobie, że Gaultier jest jego synem, bierze barkę, żeby go uprzedzić w drodze do wieży Nesle.
Obraz IX Wieża Nesle – Małgorzata upewnia Orsiniego, że to ostatnia zbrodnia, którą ma dla niej wykonać dla ich wspólnego dobra. Potem obiecuje mu wynagrodzenie, które pozwoli mu wrócić do ojczystych Włoch. Ma zasadzić się na schodach i zabić tego, kto będzie tamtędy wchodził. Tymczasem Buridan dostaje się do jej pokoju przez okno balkonowe. Buridan apeluje do jej uczuć macierzyńskich, a gdy te okazują się żywe, wyjawia jej, że jeden z ich synów zginął przedwczoraj w tej wieży, a drugi jest jej kochankiem. Jej marzenia o wspólnym szczęściu niweczy krzyk mordowanego przez Orsiniego Gaultiera. Do wieży wkracza Savoisy i aresztuje królową, Buridana i Orsiniego z jego zbirami z rozkazu królewskiego.

## Premiera
Premiera Wieży Nesle miała miejsce 29 maja 1832 w teatrze Porte-Saint-Martin. Dumas spóźnił się na nią, bowiem został tego wieczora zaproszony na kolację do Odilona Barrota, nader elokwentnego, liberalnego polityka. Po pierwszym akcie zerwała się nieprawdopodobna burza oklasków. Publiczność podświadomie rozpoznawała w melodramacie sprzeciw wobec wszelkich mrocznych sił będących źródłem ludzkich nieszczęść: absolutnej władzy, epidemii, bezsensownych zamieszek, nędzy. W miarę rozwoju akcji zachwyt rósł, rozlegały się okrzyki i tupanie. Dumas był tak dumny z ostatniej odsłony dramatu, że napisał po latach w pamiętnikach: Było w tym coś z antycznego fatalizmu Sofoklesa połączonego ze sceniczną grozą Szekspira. Na zakończenie spektaklu Harel ogłosił nazwisko autora: pan Frédéric Gaillardet. Nazwisko nic nikomu nie mówiło. Zaczęto szeptać, że Gaillardet musiał mieć bardziej znanego współpracownika.

## Drugi spór z Gaillardetem
Harel, wykorzystując te pogłoski, kazał wydrukować nowy plakat: «Wieża Nesle» pp. *̈** i Gaillardeta. Oburzony Gaillardet wezwał go do stawienia się w sądzie handlowym. Harel był z takiego obrotu sprawy bardzo zadowolony. Szukał dodatkowego rozgłosu wokół sztuki. Następnego dnia Gaillardet poinformował prasę o szkodzie jakiej doznał: Wczoraj wymieniony zostałem jako jedyny autor sztuki Wieża Nesle, dzisiaj przed moim nazwiskiem znalazły się dwa „p” i trzy gwiazdki. To błąd i niegodziwość. Harel ripostował: Oto moja odpowiedź na dziwny list pana Galillardeta podającego się za jedynego autora Wieży Nesle. Sztuka jest pod względem stylistycznym wyłącznym, a w sensie kompozycji niemal wyłącznym dziełem sławnego współpracownika, który z sobie znanych przyczyn, po odniesieniu wielkiego sukcesu, nie chciał ujawniać swego nazwiska. W odpowiedzi z 2 czerwca Gaillardet zamieścił list napisany przez Dumasa po zakończeniu pracy nad dramatem, w którym zapewniał on swego kolegę po piórze, że zawsze będzie uważany za jedynego autora dramatu. Le Corsaire, zawsze chętny do rozpowszechniania plotek teatralnych zamieścił list, opatrując go przykrymi uwagami na temat Dumasa.
Dotknięty Dumas zaatakował dyrektora gazety Viennota, zamierzając go nawet wyzwać na pojedynek. Ostatecznie jednak doszedł do wniosku, że podły pismak nie zasługuje na takie wyróżnienie i poprzestał na ostro sformułowanym sprostowaniu: Nie czytałem rękopisu pana Gaillardeta, który udostępnił mi pan Harel, miałem go w ręku tylko przez chwilę, ponieważ, zgodziwszy się napisać utwór o znanym tytule i znanej sytuacji, bałem się ulec wpływowi wcześniej powstałej pracy i stracić zapał potrzebny do ukończenia dzieła. Skoro pan Gaillardet uważa, że publiczność nie dość jeszcze wie o tej żałosnej sprawie, proszę bardzo, niech powoła na arbitrów trzech wybranych przez siebie literatów i stawi się przed nimi ze swym rękopisem, a ja ze swoim. A już oni zawyrokują, kto z nas dwóch jest uczciwy, a kto niewdzięcznikiem. Gaillardet nie odważył się jednak na sąd koleżeński, którego wynik mógłby być dla niego niekorzystny i obstawał przy procesie. Zadowolony z wrzawy wokół sztuki Harel usunął inkryminowane trzy gwiazdki, rozpowiadając na prawo i lewo, że prawdziwy autor ukrywa się ze względów honorowych i filozoficznych.
Pomiędzy twórcami dramatu doszło nawet do pojedynku, który nie przyniósł jednak rozstrzygnięcia. Gazety pisały, że w Wieży Nesle nie ma ani słowa napisanego przez Dumasa. Twierdziły, że sam nie napisał ani jednego słowa, że wszystko robili za niego współpracownicy. Kąśliwy Gustaw Planche pisał: Panu Dumas, który swą karierę rozpoczął gdzieś około 1829 roku zaledwie, zdaje się grozić rychłe zapomnienie. Zarzucał dramaturgowi obrzydliwy realizm i konkludował: Pan Dumas ma przeciw sobie wszystkich poważnych artystów.